# Test F
In statistica il test F per il confronto di due varianze è un test di ipotesi basato sulla distribuzione F di Fisher-Snedecor e volto a verificare l'ipotesi che due popolazioni che seguono entrambe distribuzioni normali abbiano la stessa varianza.

## Procedimento
Se le popolazioni X e Y seguono rispettivamente le distribuzioni normali {\displaystyle {\mathcal {N}}(\mu _{X},\sigma _{X}^{2})} e {\displaystyle {\mathcal {N}}(\mu _{Y},\sigma _{Y}^{2})}, allora
- i campioni {\displaystyle X_{1},X_{2},\ldots ,X_{n}} e {\displaystyle Y_{1},Y_{2},\ldots ,Y_{m}} si suppongono indipendenti, i primi isonomi a X e i secondi isonomi a Y;

- gli stimatori delle varianze osservate {\displaystyle S_{X}^{2}} e {\displaystyle S_{Y}^{2}} sono variabili aleatorie indipendenti;

- le variabili aleatorie {\displaystyle {\tfrac {n-1}{\sigma _{X}^{2}}}S_{X}^{2}} e {\displaystyle {\tfrac {m-1}{\sigma _{Y}^{2}}}S_{Y}^{2}} seguono rispettivamente le distribuzioni chi quadro {\displaystyle \chi ^{2}(n-1)} e {\displaystyle \chi ^{2}(m-1)};

- il rapporto {\displaystyle F={\tfrac {\sigma _{Y}^{2}}{\sigma _{X}^{2}}}{\frac {S_{X}^{2}}{S_{Y}^{2}}}} segue la distribuzione di Fisher-Snedecor {\displaystyle {\mathcal {F}}(n-1,m-1)}.

## Variabile di decisione
Sotto l'ipotesi {\displaystyle H_{0}=(\sigma _{X}^{2}=\sigma _{Y}^{2})}, ovvero se le due popolazioni hanno la stessa varianza, allora la variabile aleatoria
{\displaystyle F={\frac {S_{X}^{2}}{S_{Y}^{2}}}}
segue la distribuzione di Fisher-Snedecor 
{\displaystyle {\mathcal {F}}(n-1,m-1)}
di parametri n-1 e m-1, dove n e m sono le numerosità dei due campioni.
La scelta del numeratore non influenza il test: sotto l'ipotesi nulla la variabile aleatoria {\displaystyle 1/F} segue la distribuzione {\displaystyle {\mathcal {F}}(m-1,n-1)}.

## Il test
Come regione di accettazione, al livello di significatività α, viene preso l'intervallo compreso tra i quantili di ordine {\displaystyle {\frac {\alpha }{2}}} e {\displaystyle 1-{\frac {\alpha }{2}}}, mentre la regione di rifiuto è quella esclusa:
{\displaystyle {\mathcal {A}}=]f_{\frac {\alpha }{2}},f_{1-{\frac {\alpha }{2}}}[;\qquad {\mathcal {R}}=]0,f_{\frac {\alpha }{2}}[\ \cup \ ]f_{1-{\frac {\alpha }{2}}},\infty [}
Un valore appartenente all'intervallo {\displaystyle ]0,f_{\frac {\alpha }{2}}[} suggerisce che la varianza di X sia minore della varianza di Y, mentre un valore appartenente all'intervallo {\displaystyle ]f_{1-{\frac {\alpha }{2}}},\infty [} suggerisce l'inverso.

## Econometria
In molti casi la statistica F può essere calcolata con un processo più diretto:
{\displaystyle F={\frac {\left({\frac {{\mbox{SSR}}_{1}-{\mbox{SSR}}_{2}}{p_{2}-p_{1}}}\right)}{\left({\frac {{\mbox{SSR}}_{2}}{n-p_{2}}}\right)}}}
dove SSRi è la somma dei quadrati residui (dall'inglese Sum of Square Residuals) del modello i.
In econometria vale anche la seguente formula di moltiplicazioni tra matrici:
{\displaystyle F={\frac {(R{\hat {\beta }}-r)({\hat {RVar({\widehat {\beta }})R'}})^{-1}(R{\hat {\beta }}-r)}{q}}}
dove:
- {\displaystyle R} è la matrice dei vincoli;
- {\displaystyle r} è il parametro d'eguagliaza;
- {\displaystyle ({\hat {RVar({\widehat {\beta }})R'}})^{-1}} è l'inversa della matrice con le covarianze;
- {\displaystyle q} è il numero dei vincoli di {\displaystyle H_{0}}.

Solitamente gli strumenti sono rilevanti se F ≥ 10
Una tavola dei valori critici del test F può essere trovata qui.

## Applicazione alla comparazione di diverse statisticheχ2{\displaystyle \chi ^{2}}
In analisi dei dati il test F viene comunemente usato per confrontare i risultati ottenuti con due diversi metodi 
e valutati con l'estimatore {\displaystyle \chi ^{2}}.
Se si hanno due variabili {\displaystyle \chi _{1}^{2}} e {\displaystyle \chi _{2}^{2}} che seguono la distribuzione di {\displaystyle \chi ^{2}} a {\displaystyle \nu _{1}} e {\displaystyle \nu _{2}} gradi di libertà rispettivamente, si può costruire la variabile {\displaystyle f}: 
{\displaystyle f={\frac {\chi _{1}^{2}/\nu _{1}}{\chi _{2}^{2}/\nu _{2}}}}
che sarà distribuita secondo la Distribuzione F:
{\displaystyle p(f;\nu _{1},\nu _{2})={\frac {\Gamma [(\nu _{1}+\nu _{2})/2]}{\Gamma [\nu _{1}/2]\Gamma [\nu _{2}/2]}}\left({\frac {\nu _{1}}{\nu _{2}}}\right)^{\nu _{1}/2}{\frac {f^{1/2(\nu _{1}-2)}}{(1+f\nu _{1}/\nu _{2})^{1/2(\nu _{1}+\nu _{2})}}}\quad }.
Per capire se {\displaystyle \chi _{1}^{2}} e {\displaystyle \chi _{2}^{2}} siano consistenti si usa, quindi, l'integrale della distribuzione di probabilità per 
{\displaystyle f}:
{\displaystyle P_{f}({f^{0};\nu _{1},\nu _{2}})=\int _{f^{0}}^{\infty }p(f,\nu _{1},\nu _{2})df}
dove {\displaystyle f^{0}} è il particolare valore di {\displaystyle f} ottenuto.
Il valore di {\displaystyle P_{f}} fornisce la probabilità di trovare un valore di {\displaystyle f} pari a {\displaystyle f^{0}} o più alto da dati casuali se 
{\displaystyle \chi _{1}^{2}} e {\displaystyle \chi _{2}^{2}} sono in accordo. 
Tipicamente il test F usato per i {\displaystyle \chi ^{2}} confronta due fit applicati agli stessi dati per capire se uno è migliore dell'altro. 
Se il valore di {\displaystyle P_{f}} è minore del livello di confidenza scelto (ad es. 5%), si ha una significativa differenza nella bontà dei due fit.